# Щербаков Віктор Вікторович
Ві́ктор Ві́кторович Щербако́в (нар. 29 квітня 1981, Київ) — український артист балету, соліст Національного академічного театру опери та балету України імені Тараса Шевченка (2004-2013; 2019 - до цього часу). Заслужений артист України (2011). Лауреат премії імені А. Ф. Шекери у галузі хореографічного мистецтва (2012).

## Життєпис
1991—1996 — навчання в Київському державному хореографічному училищі.
1996—2000 — навчання в Штутгартській балетній школі і академії імені Джона Кренко (клас Петра Пестова).
2000—2003 — працює в Штутгарт-опері (Німеччина).
2004—2013 — соліст Національного академічного театру опери та балету України імені Тараса Шевченка.
2013 — 2019 доцент кафедри хореографії Національної академії керівних кадрів культури і мистецтв.
2019 - професор кафедри хореографії Національної академії керівних кадрів культури і мистецтв.
2014—2015 — педагог-репетитор Львівського театру опери та балету імені Соломії Крушельницької. В цьому театрі В. Щербаков створив такі постановки як сюїта з балету «Легенда про любов» та сюїта з балету «Спляча красуня», а також здобув першу премію на фестивалі хореографів BALET-FEST.
Під час співпраці зі Львівським національним академічним театром опери та балету імені Соломії Крушельницької (2014–2015 рр.) й Українським балетним театром «Прем’єра» («UBT Premiera») за участі студентів кафедри режисури та хореографії факультету культури і мистецтв Львівського національного університету імені Івана Франка й артистів балету Львівської опери (2014–2019) поставив понад 10 балетних вистав: «Білосніжка і сім гномів», «Дон Кіхот», «Жізель», «Кармен-сюїта», «Коппелія», «Корсар», «Лебедине озеро» (для двох колективів), «Легенда про любов» (один акт), «Лускунчик», «Спляча красуня» (для двох колективів), «Шахерезада», а також 15 хореографічних композицій: «Бузок», «Вигнанці», «Все минає», «Дівчинка Джульєтта», «Ой, Юрія», «Орфей та Еврідіка», «Пам’яті Анатолія Шекери», «Перший пролісок», «Скорик. Мелодія», «Цвіте терен» та інші.
Гастролював у Азербайджані, Єгипті, Іспанії, Італії, Македонії, Нідерландах, Німеччині, Польщі, Португалії, Румунії, США, Франції, Швейцарії та Японії.
Вільно володіє мовами: українською, російською, німецькою, англійською, французькою, польською.

## Партії
- Олексій, царевич ("Распутін")
- Франц («Коппелія»)
- Зігфрід, принц («Лебедине Озеро»)
- Альберт («Жізель»)
- Еспадо («Дон Кіхот»)
- Яго і Митець («Перевтілення Шекспіра»)
- Ромео («Ромео і Джульєтта»)
- Красс («Спартак»)
- Юнак ("Болеро)
- Фархад ("Легенда про любов")
- Джон ("Грек Зорба")
- Джеймс ("Сильфіда")
- Кий, княжич ("Легенда про Борисфена")
- Королевич ("Білосніжка і сім гномів")
- Ескамільо ("Кармен-сюїта")
- Марцеліна ("Весілля Фігаро")
- Конрад, корсар ("Корсар")
- Бірбанто ("Корсар")
- Лукаш ("Лісова пісня")
- Перелісник ("Лісова пісня")
- Синій птах ("Спляча красуня")
- Принц ("Снігова королева")
- Люсьен ("Пахіта")
- Океан ("Коник-гробоконик")
- Лускунчик, принц ("Лускунчик")

## Визнання
- 2011 — Заслужений артист України
- 2012 — Лауреат премії ім. Анатолія Шекери у галузі хореографічного мистецтва[3]